# Anton Labberton
Anton A.C. Labberton (Utrecht, 6 juni 1904 - Frankfurt am Main, 6 december 1987) was een Nederlandse kunstschilder. 
Labberton reisde door Europa en Noord-Afrika. Hij schilderde in aquarel landschappen en stadsgezichten in sterke abstracties van licht, kleur en vorm. Labberton werkte uitsluitend buiten in de open lucht. Zijn beelden bestaan uit kleurvelden in bijna abstracte composities. Daarmee bouwde Labberton vooral in Duitsland en Zwitserland grote bekendheid op.
Labberton studeerde van 1923-1928 aan de Koninklijke Academie van Beeldende Kunsten in Den Haag, de Académie de la Grande Chaumière en de Académie libre de Montparnasse in Parijs en de Akademie der Künste te Berlijn.
Labberton schilderde van 1932 tot aan zijn overlijden in 1987.
Na zijn solodebuut in Parijs in 1953 exposeerde hij in Hamburg, Bielefeld, Wuppertal, Oldenburg, Düsseldorf, Zürich en verscheidene malen in Parijs, Hannover, Keulen en Bremen. Zijn eerste tentoonstelling in Nederland was pas in 1980 (Den Haag).
In Nederland bevindt zich werk van Labberton in het Gemeentemuseum Den Haag, het Stedelijk Museum Amsterdam en het Kröller-Müller Museum in Otterlo.